# 沪昆线湘潭大桥
沪昆线湘潭大桥位于湖南省湘潭市，是连接湘黔铁路湘潭站至湘潭东站的跨越湘江的铁路两座单线铁路桥，分别属于沪昆铁路上行线和下行线，其中上行桥里程为K1125+839，下行桥里程为K1125+841。目前广铁集团娄底工务段负责两座大桥养护。下行桥始建于1936年。在完工之前，湘黔铁路的火车需要通过轮渡跨越湘江。桥墩于1938年建成，1943年日军南犯，湖南省政府对三个桥墩实施爆破。1953年6月复建，1953年12月架梁通车，全长781米，钢梁总重3000吨，为中华人民共和国成立后湖南第一座铁路特大桥。上行桥隶属于湘黔铁路复线工程，位于下行线桥下游40米处。1994年12月26日动工建设，1998年2月建成。建成后为中国国内第二长联桥，仅次于钱塘江二桥。全长约1336米。

## 现状
由于下行线桥年久失修，劣化程度严重，导致列车运营限速不断下降。
2016年1月15，一艘运砂船撞击下行桥桥墩致桥梁杆受损，导致该桥被封闭三天。